# 李承保
李承保（？年—？年），字赤城，湖北省雲夢縣人，監生，咸豐同治年間在四川歷署知縣，因剿賊出力。保奏以直隸州知州用。

## 生平
- 巡檢[1]
- 縣丞[2]
- 道光二十八年，署萬縣知縣[3]
- 咸豐四年三月，管解軍餉節次耽延革職[4]
- 咸豐六年，署威遠縣知縣[5][6]
- 咸豐八年五月，署任新寧縣知縣[7]
- 咸豐十年，署定遠縣知縣[8][9]
- 同治元年，署宜賓縣知縣[10]
- 同治五年，任名山縣知縣[11]
- 同治八年（1869年），代理四川鄰水縣知縣[12]。
- 同治八年五月，署岳池縣知縣[13]
- 同治十二年，崇慶州知州[14][15]
- 墊江縣知縣
- 温江縣知縣[16]
- 西昌縣知縣
- 閬中縣知縣
- 代理保寧府知府[17]